# Dolîna, Terebovlea
Dolîna (în ucraineană Долина) este localitatea de reședință a comunei Dolîna din raionul Terebovlea, regiunea Ternopil, Ucraina.

## Demografie
Componența lingvistică a localității Dolîna
     Ucraineană (99,43%)
     Alte limbi (0,57%)
Conform recensământului din 2001, majoritatea populației localității Dolîna era vorbitoare de ucraineană (99,43%), existând în minoritate și vorbitori de alte limbi.